# Strymon deleta
Strymon deleta är en fjärilsart som beskrevs av Hans Rebel. Strymon deleta ingår i släktet Strymon och familjen juvelvingar. Inga underarter finns listade i Catalogue of Life.